# Wanbaohe (köpinghuvudort i Kina, Heilongjiang Sheng, lat 45,78, long 130,97)
Wanbaohe (kinesiska: 万宝河, 万宝河镇) är en köpinghuvudort i Kina. Den ligger i provinsen Heilongjiang, i den nordöstra delen av landet, omkring 340 kilometer öster om provinshuvudstaden Harbin. Antalet invånare är 30 129. Befolkningen består av 14 572 kvinnor och 15 557 män. Barn under 15 år utgör 12,0 %, vuxna 15-64 år 80 %, och äldre över 65 år 7,0 %.
Runt Wanbaohe är det ganska tätbefolkat, med 67 invånare per kvadratkilometer. Närmaste större samhälle är Beishan, 5,4 km nordväst om Wanbaohe. Runt Wanbaohe är det i huvudsak tätbebyggt.
Genomsnittlig årsnederbörd är 747 millimeter. Den regnigaste månaden är juli, med i genomsnitt 159 mm nederbörd, och den torraste är januari, med 3 mm nederbörd.